# Crescentier

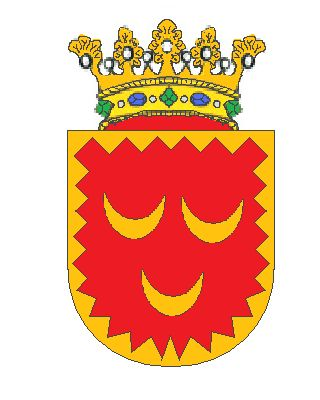
Wappen der Crescentier

Als Crescentier wird ein aus der Sabina stammendes römisches Patriziergeschlecht bezeichnet, das im 10. und 11. Jahrhundert zeitweise großen Einfluss in Rom und auf das Papsttum hatte und zu den bedeutendsten Familien des frühen päpstlichen Adels zählt.
Der Name der Familie ist nicht zeitgenössisch, sondern wurde von dem häufig vorkommenden Vornamen Crescentius abgeleitet und später als Familienname angenommen.

## Geschichte
Die Familie ist in Rom seit Beginn des 10. Jahrhunderts bekannt. Erster Vertreter war ein Crescencius, der als judex (Richter) Ludwig den Blinden von (Ober-)Italien, Römischer Kaiser von 901/902 bis 905, in Justizfragen beim Heiligen Stuhl unterstützte.
Als Führer der römisch-nationalen Politik während des saeculum obscurum standen die Crescentier in Konkurrenz zu den kaiserfreundlichen Tuskulanern. In Zeiten nachlassenden kaiserlichen Einflusses hatte die Adelsfamilie bis Anfang des 11. Jahrhunderts die Gewalt über Rom inne und brachte mit Johannes XIII. (965–972) einen ihrer Angehörigen (oder zumindest Parteigänger) auf den päpstlichen Stuhl, während andere Päpste dieser Zeit als „Marionettenpäpste“ der Crescentier gelten. Der Clan stellte auch den regierenden praefectus in Rom und zwang die Kirche zu Kontributionen und Dotationen, faktisch die Kirchenkasse plündernd.
Historiker haben versucht, die oft nur einzeln und ohne Zusammenhang erwähnten Personen zu ordnen und dabei eine grobe Einteilung in Ottaviani und Stefaniani getroffen.

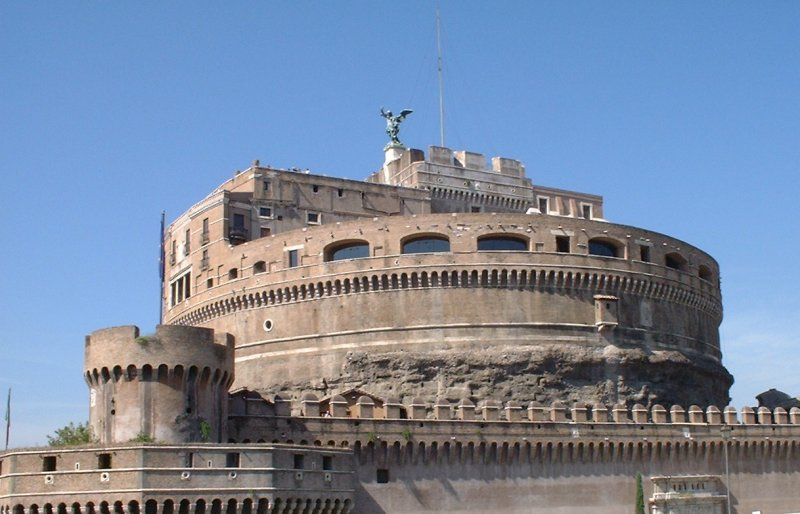
Die Engelsburg, im 10./11. Jh. bekannt als domus Crescenti

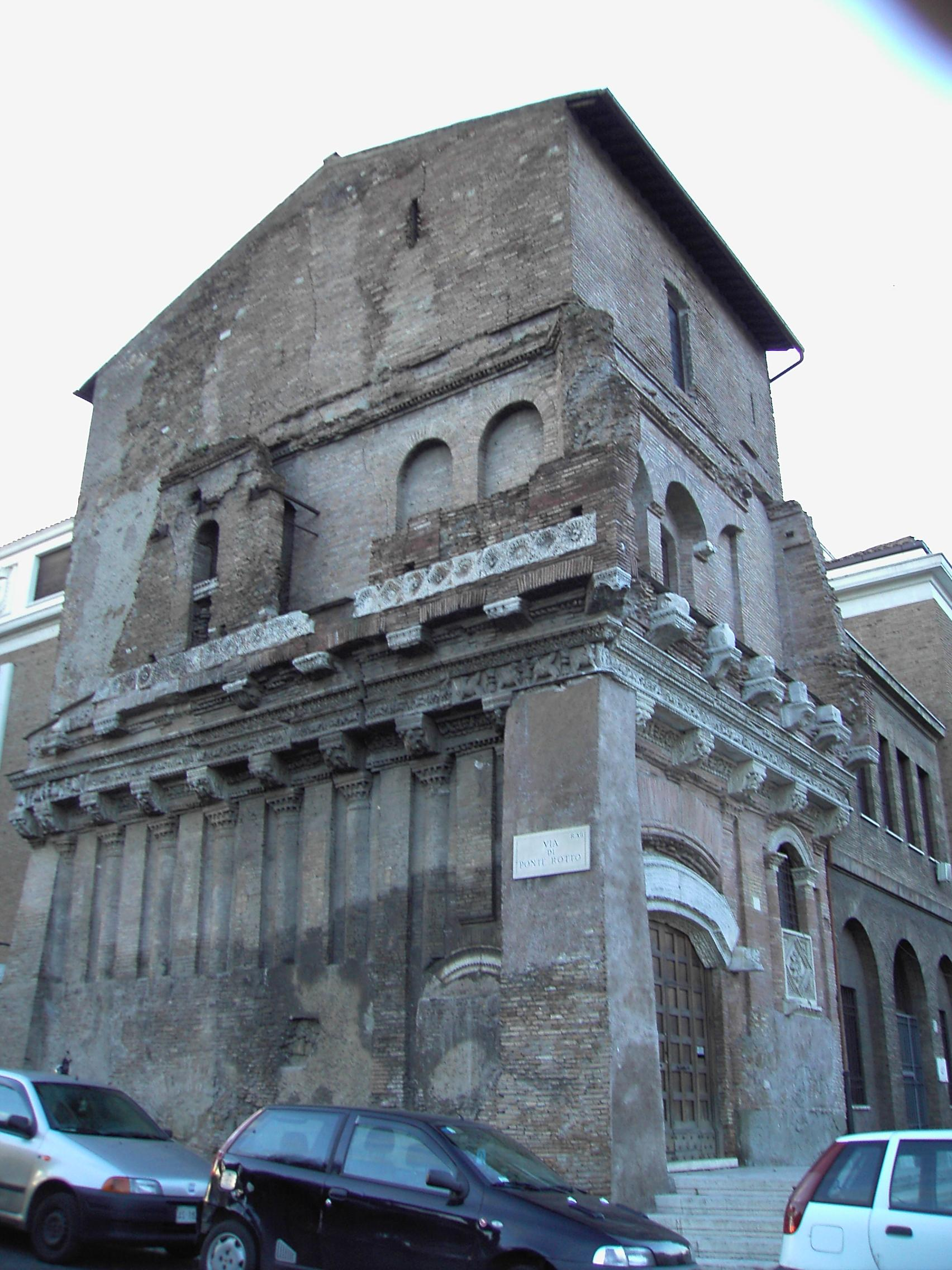
Crescentier-Turm in Rom („Tor Crescenzia“), später Wohnsitz des Cola di Rienzo

Stützpunkt der Crescentier in Rom war die (eigentlich päpstliche) Engelsburg, ferner besaßen sie zahlreiche Immobilien im Viertel Sant’Eustachio und einen Turm an der Stelle des heutigen Palazzo Madama. Niccolò di Crescenzio errichtete im 12. Jahrhundert einen heute noch stehenden Turm zur Kontrolle des Pons Aemilius und zur Einziehung von Kontributionen der Tibermühlen, den „Tor Crescenzia“. Auf dem Land verfügten sie über zahlreiche bewaffnete Hintersassen, insbesondere beherrschten sie bis Ende des 14. Jahrhunderts die Sabina.
Sie stürzten mehrfach Päpste und setzten Gegenpäpste ein, so 974 Bonifatius VII. und 997 Johannes XVI., die beide tragisch endeten. Nach dem Tod von Sergius IV. 1012 installierten sie ihren Kandidaten Gregor ohne Wahl durch die Kardinäle im Lateran. Es kam zum Konflikt mit den Tuskulanern, die mit Unterstützung Kaiser Heinrichs II. die Wahl ihres Familienoberhaupts, des Grafen von Tusculum (eines Laien), zum Papst Benedikt VIII. durchsetzten, der die Crescentier zum Ausweichen auf ihre ländlichen Burgen zwang. Abt Hugo von Farfa gelang es, die Familienzweige gegeneinander auszuspielen.
1045 versuchten sie mit der Erhebung des Giovanni de’ Crescenzi Ottaviani zum Papst Silvester III. noch einmal, ihren Einfluss zurückzugewinnen, er wurde jedoch von den Tuskulanern nach zwei Jahren abgesetzt. Da die Misswirtschaft der Tuskulanerpäpste inzwischen eine starke Reformbewegung unter der geistigen Führung des Petrus Damiani hervorgerufen hatte, die den Einfluss der beiden Sippen zurückdrängen wollte, taten sich Tuskulaner und Crescentier 1058 bei der Wahl des Tuskulaners Benedikt X. zusammen; er wurde jedoch 1060 abgesetzt. Unter Damianis energischem Zögling Gregor VII. kam es dann ab 1073 zur Gregorianischen Reform.
Einen letzten Gegenpapst stellten die Crescentier, als 1159 bei der Wahl Alexanders III. ihr Angehöriger Octaviano de’ Crescenzi unterlag. Er wurde mit Unterstützung bewaffneter Truppen des Kaisers Friedrich Barbarossa zum Gegenpapst Viktor IV. ausgerufen und erhielt durch Kardinalbischof Imar von Tusculum die päpstlichen Weihen, konnte sich aber in Rom nicht durchsetzen. Als bei der Papstwahl 1216 erstmals ein Konklave stattfand, befand sich unter den Teilnehmern der Kardinaldiakon von San Teodoro, Gregorio Crescenzi.
Das Geschlecht zog sich auf seine ländlichen Besitzungen zurück, stellte aber wiederholt Kardinäle und besaß in Rom noch bis ins 16. Jahrhundert eine Häuserzeile sowie einen Palazzo neben dem Pantheon, ließ sich ab 1580 zwei neue Palazzi durch Giacomo della Porta errichten (u. a. den Palazzo Serlupi-Crescenzi in der via del Seminario) und starb erst im 18. Jahrhundert mit den Brüdern Virgilio Crescenzi, Marchese von Montorio († 1761), und Kardinal Marcello Crescenzi († 1768) aus.

## Bedeutende Vertreter
- Papst Johannes XIII. (965–972), 965 gewählt. (Unklar ob Angehöriger oder Kandidat der Crescentier.)
- Crescentius de Theodora († 984) war Patricius von Rom. Er stürzte 973 den kaiserlichen Papst Benedikt VI. und setzte den Gegenpapst Bonifatius VII. ein. 980 unterwarf er sich Kaiser Otto II. und wurde Mönch auf dem Aventin.
- Crescentius I. Nomentanus († 998) war Gegenspieler Kaiser Ottos III. Er war 984 am Sturz von Papst Johannes XIV. beteiligt, wodurch Papst Bonifatius wieder eingesetzt wurde. Als er 997 erneut den Gegenpapst Johannes XVI. protegierte, belagerten und eroberten kaiserliche Truppen die Engelsburg. Crescentius I. Nomentatus wurde gefangen genommen und am 26. April 998 hingerichtet.
- Johannes II. Crescentius († 1012), Sohn von Johannes Crescentius I. Nomentanus, war Patricius von Rom. Nach dem Tod Kaiser Ottos III. und des Papstes Silvester II. brachte er das Papstamt unter seine Herrschaft.
- Papst Silvester III. († vor Oktober 1063), zuvor Giovanni de’ Crescenzi Ottaviani, 1045 zum Papst gewählt
- Gegenpapst Viktor IV. (1095–1164), zuvor Octaviano de’ Crescenzi Ottaviani de Monticelli, ab 1159 Gegenpapst zu Alexander III.
- Gregorio Crescenzi, Kardinal der katholischen Kirche, Teilnehmer an den Konklave 1198, 1216
- Marcello Crescenzi (Kardinal, 1500), Kardinal der katholischen Kirche
- Pier Paolo Crescenzi (1572–1645), Kardinal der katholischen Kirche
- Giovanni Battista Crescenzi (1577–1635), italienischer Architekt und Maler des Frühbarock, Bruder des Pier Paolo
- Alessandro Agostino Crescenzi (1607–1688), Kardinal der katholischen Kirche, Sohn von Giovanni Battista
- Marcello Crescenzi (Kardinal, 1694), Kardinal der katholischen Kirche